# Hel van het Mergelland 2009
De 36e editie van de wielerwedstrijd Hel van het Mergelland vond in 2009 plaats op 4 april en maakte deel uit van de UCI Europe Tour, in de categorie 1.1. De start en finish waren in de Diepstraat in Eijsden. De wedstrijd ging over 190,5 kilometer en werd gewonnen door de Italiaan Mauro Finetto.
Dit was het laatste jaar dat de eerste helft van het parcours over Belgisch (Luiks) grondgebied voerde, met beklimmingen van de Kluis, Holiquette en Sint-Jansrade. Vanaf 2010 zouden drie dezelfde lussen van 60 kilometer worden verreden, voornamelijk over Nederlands en gedeeltelijk over Vlaams grondgebied (gemeente Voeren).

## Uitslag
| Hel van het Mergelland 2009 |                    |                                                   |          |
| Plaats                      | Naam               | Ploeg                                             | tijd     |
| Winnaar                     | Mauro Finetto      | CSF Group-Navigare                                | 4u40'16" |
| 2                           | Federico Canuti    | CSF Group-Navigare                                | z.t.     |
| 3                           | Wouter Mol         | Vacansoleil                                       | +0'31"   |
| 4                           | Koos Moerenhout    | Rabobank                                          | z.t.     |
| 5                           | Jonathan Hivert    | Skil-Shimano                                      | +0'39"   |
| 6                           | Borut Bozic        | Colnago-CSF Inox                                  | +0'53"   |
| 7                           | Tom Stamsnijder    | Rabobank                                          | z.t.     |
| 8                           | Marco Frapporti    | CSF Group-Navigare                                | z.t.     |
| 9                           | Dmitri Kozontsjoek | Rabobank                                          | +1'00"   |
| 10                          | Dirk Bellemakers   | Landbouwkrediet-Colnago                           | +3'09"   |
| 11                          | Andy Cappelle      | Palmans-Cras                                      | +3'11"   |
| 12                          | Piet Rooijakkers   | Skil-Shimano                                      | +3'16"   |
| 13                          | Mauro Richeze      | CSF Group-Navigare                                | z.t.     |
| 14                          | Marcello Pavarin   | CSF Group-Navigare                                | +3'18"   |
| 15                          | Grega Bole         | Aeronautica Militare-Amica Chips                  | z.t.     |
| 16                          | Geert Omloop       | Palmans-Cras                                      | z.t.     |
| 17                          | Michael Reihs      | Team Designa Kokken                               | z.t.     |
| 18                          | Benny De Schrooder | An Post-M.Donnelly-Grant Thornton-Sean Kelly Team | z.t.     |
| 19                          | Bas Giling         | Team Designa Kokken                               | z.t.     |
| 20                          | Pieter Jacobs      | Silence-Lotto                                     | z.t.     |

1973 · 1974 · 1975 · 1976 · 1977 · 1978 · 1979 · 1980 · 1981 · 1982 · 1983 · 1984 · 1985 · 1986 · 1987 · 1988 · 1989 · 1990 · 1991 · 1992 · 1993 · 1994 · 1995 · 1996 · 1997 · 1998 · 1999 · 2000 · 2001 · 2002 · 2003 · 2004 · 2005 · 2006 · 2007 · 2008 · 2009 · 2010 · 2011 · 2012 · 2013 · 2014 · 2015 · 2016 · 2017 · 2018 · 2019 · 2020 · 2021 · 2022 · 2023 · 2024